# تشارلز إي. ميريل جونيور
تشارلز إي. ميريل جونيور (بالإنجليزية: Charles E. Merrill, Jr.)‏ هو كاتب أمريكي، ولد في 17 أغسطس 1920، وتوفي في 29 نوفمبر 2017 في نوفي سونتس في بولندا.